# La Chèvre, ou Qui est Sylvia ?
Pour les articles homonymes, voir Chèvre (homonymie).
La Chèvre, ou Qui est Sylvia ? (The Goat, or Who Is Sylvia?) est une pièce de théâtre en un acte d’Edward Albee présentée pour la première fois à Broadway, au John Golden Theatre le 10 mars 2002. La distribution originale se compose de Bill Pullman (Martin Gray), Mercedes Ruehl (Stevie Gray), Jeffrey Carlson (Billy Gray) et Stephen Rowe (Ross Tuttle), dans une mise en scène de David Esbjornson. À partir de septembre 2012, Bill Irwin et Sally Field ont respectivement remplacé Bill Pullman et Mercedes Ruehl dans cette mise en scène.

## Argument
Martin Gray, un architecte dans la force de l'âge, marié et célèbre, sa femme Stevie, et leur fils Billy, vivent l'existence familiale sans nuage d'une famille ouverte d'esprit et politiquement à gauche. Ross Tuttle, responsable d'une émission de télévision, vient interviewer son ami Martin qui vient de remporter un prestigieux prix d'architecture. Alors que Ross plaisante Martin sur sa fidélité notoire à l'égard de sa femme, Martin lui révèle qu'il est amoureux : Ross promet de garder le secret, mais veut savoir qui est l'heureuse élue. Martin lui montre alors la photo d'une chèvre. Ross croit à un canular jusqu'à ce qu'il comprenne que Martin est bel et bien tombé amoureux d'une chèvre. Bientôt, par Ross Tuttle, tout le voisinage apprend la vérité. Stevie et Billy sont dévastés.
Épouse jusque-là amoureuse et bienveillante, qui a toujours prôné le dialogue et les tentatives de mieux comprendre son prochain, Stevie Gray fait preuve d'une violence physique et psychologique excessive. Poussée par des sentiments où se mêlent cruauté et vengeance, elle cherche à écraser son mari dont l'infidélité la dégoûte. Le fils, à qui les parents n'ont jamais eu la moindre idée de reprocher son homosexualité, accuse son père de sentiments contre-nature et paraît surtout suffoqué par la jalousie : il avoue à son père qu'il l'aime et le désire.
Bouleversé et délaissé de tous, Martin Gray n'est plus que l'ombre de lui-même. Mais la fin de la pièce lui réserve encore des tourments plus aigus.

## Personnages
- Martin Gray, la cinquantaine, architecte réputé qui lors de la visite d'une ferme tombe amoureux d'une chèvre
- Stevie Gray, son épouse aimante et bienveillante, jusqu'à ce que lui soit révélé la liaison de Martin avec Sylvia
- Billy Gray, le fils homosexuel de 17 ans des Gray
- Ross Tuttle, un ami de la famille qui travaille à la télévision

## Thèmes
La pièce met l'accent sur les limites de la morale de la société libérale américaine. En mettant en scène cette famille en crise, Albee pousse l'auditoire à s'interroger sur son propre code moral et sur les tabous sociaux : l'infidélité, la pédophilie, l'inceste et, bien sûr, la zoophilie.
L'œuvre propose également de nombreux jeux de mots et est truffée de références à la tragédie grecque et au théâtre tragique de William Shakespeare.
Le sous-titre de La Chèvre, ou Qui est Sylvia ? est Notes vers une définition de la tragédie. Un des sens possibles du mot «tragédie» en grec vient du mot «bouc» (en anglais «goat» ; en français «bouc» ou «chèvre»). Lié à ses origines au culte de Dionysos, le théâtre grec découle d'une cérémonie expiatoire, une forme de sacrifice, où est puni ou châtié celui qui déroge aux lois des dieux et des hommes, souvent sans que le sacrifié comprenne les raisons de son malheur. Dans la pièce d'Albee, la relation entre Sylvia et Martin défie l'ordre et les conventions de la société. La bestialité est considérée comme tabou dans la société contemporaine. Ainsi s'explique le sombre destin du protagoniste de la pièce. Or, contrairement aux autres personnages, Martin ne comprend pas pourquoi sa zoophilie lui est reprochée comme un tort parce qu'il est aveuglé par l'amour et le bonheur.
Autre lien entre la tragédie grecque et la pièce du dramaturge américain, Aristote établit qu'une tragédie doit respecter les trois unités de temps, de lieu et d'action, ce qu'observe parfaitement le récit dramatique de La Chèvre, ou Qui est Sylvia ?.
Enfin, Stevie, l'épouse successivement amoureuse et haineuse, apparaît comme une figure tragique de la vengeance. Ses actions et paroles de plus en plus frénétiques la rapprochent des Ménades et des Érinyes. La mise en œuvre de sa vengeance et le sacrifice de la bête à la fin de la pièce soulignent encore les liens avec l'univers de la tragédie grecque.
Le titre de la pièce fait référence à la chanson "Qui est Sylvia ?" dans Les Deux Gentilshommes de Vérone de Shakespeare. Proteus entonne cette chanson dans l'espoir de séduire Silvia. Dans le lied An Silvia, D.891, Franz Schubert reprend les paroles de cette chanson et a ainsi contribué à en répandre la popularité en marge de la pièce de Shakespeare.

## Récompenses et distinctions
La Chèvre, ou Qui est Sylvia ? remporte :
- 2002 : le Tony Award de la meilleure pièce
- 2002 : le Drama Desk Award de la meilleure pièce

La pièce est nommée pour :
- 2003 :  le prix Pulitzer du meilleur texte dramatique
- 2006 :  le Helpmann Award de la meilleure pièce